# Iginio Marianelli
Iginio Marianelli (Rosignano Marittimo, 12 agosto 1925 – Rosignano Solvay, 8 giugno 2003) è stato un politico italiano.

## Biografia
Operaio, impegnato in politica con il Partito Socialista Italiano. È stato sindaco di Rosignano Marittimo dal 1976 al 1980 e presidente della Provincia di Livorno dal 1990 al 1994.
1. ↑   Iginio Marianelli, su Lungomarecastiglioncello.it. URL consultato il 6 settembre 2019.